# Cataratas Ngonye
Las cataratas Ngonye o cataratas Sioma son unas cataratas del África austral localizadas en el curso alto del río Zambezi, en el oeste de Zambia, cerca de la ciudad de Sioma y a unos 250 km aguas arriba de las cataratas Victoria. Situada en la parte sur de Barotselandia, el acceso a las cataratas requiere de un viaje difícil de dos o tres días desde la capital, Lusaka. Su inaccesibilidad las hace mucho menos conocidas que las cataratas Victoria.
Las cataratas están formadas por el mismo proceso geológico que dio origen a las cataratas Victoria, con grietas en el lecho del río de basalto. Su altura es sólo de 10-25 metros, pero la anchura de las cataratas es impresionante. Forman una amplia media luna, interrumpida por afloramientos rocosos.
Aguas arriba de las cataratas, el río es ancho y profundo mientras fluye en las tierras de desierto de Kalahari, pero aguas abajo de las cataratas existen rápidas aguas blancas y extensas.
La zona que rodea tiene una fauna extensa, especialmente en el parque nacional Sioma Ngwezi, y son frecuentes los elefantes en el río en las cercanías de las cataratas.